# Ernst von Philipsborn
Ernst Adolf Ludwig Ferdinand von Philipsborn (* 9. Oktober 1853 in Berlin; † 2. Mai 1915 in Weimar) war ein deutscher Verwaltungsbeamter.

## Leben
Ernst von Philipsborn wurde als Sohn des  Wirklichen Legationsrats Maximilian von Philipsborn und der Diplomatentochter Rosalie Borck geboren. 1865 wurde er und seine unverheiratet gebliebene Schwester Paula (1847–1934) mit der Erhebung des Vaters in den Adelsstand nobilitiert. Er selbst studierte dann an der Ruprecht-Karls-Universität Heidelberg Rechtswissenschaften. 1872 wurde er Mitglied des Corps Saxo-Borussia Heidelberg. Nach Abschluss des Studiums absolvierte Ernst von Philipsborn das Gerichts- und Regierungsreferendariat. 1880 wurde er als Gerichtsassessor in Berlin Regierungsassessor im Preußischen Finanzministerium. 1882 wurde er zur Regierung Aachen und 1883 zu den Regierung Koblenz und Stettin versetzt. 1887 kehrte er als Regierungsrat nach Koblenz zurück. 1891 wurde er zunächst als Hilfsarbeiter, dann als Geheimer Regierungsrat in das Preußische Ministerium des Inneren berufen und 1894 zum Geheimen Oberregierungsrat ernannt.
Von 1899 bis 1903 war von Philipsborn Regierungspräsident des Regierungsbezirks Hildesheim. 1904 wechselte er als Regierungspräsident in den Regierungsbezirk Hannover. Im gleichen Jahr wurde er zum Wirklichen Geheimen Oberregierungsrat ernannt. 1911 schied er aus dem Amt des Regierungspräsidenten aus. Er starb 1915 an einer Kriegsverwundung in einem Lazarett in Weimar.
Tochter Elisabeth, der spätere Landrat Max von Philipsborn sowie der Mineraloge Hellmut von Philipsborn, des Weiteren der Oberstabsarzt Ernst jun. von Philipsborn von waren seine Kinder. Ernst von Philipsborn war seit 1890 mit Josephe von Meibom (1869–1945), Tochter der Elisabeth von Horn und des Offiziers Theodor von Meibom verheiratet. Die Witwe lebte mit seiner Schwester weiterhin in Weimar. 